# Anania aurea
Anania aurea is een vlinder van de familie van de grasmotten (Crambidae). De wetenschappelijke naam van deze soort is voor het eerst voorgesteld als Pyrausta aurea door Arthur Gardiner Butler in een publicatie uit 1875.
De soort komt voor in Mozambique en Zuid-Afrika.